# 新潟鉄道信用組合
新潟鉄道信用組合（にいがたてつどうしんようくみあい）は、かつて新潟県新潟市中央区に本店を置いていた信用組合。

## 概要
1965年（昭和40年）に設立（翌年認可）された新潟地方国鉄信用組合を前身とする。東日本旅客鉄道（JR東日本）新潟支社及び日本貨物鉄道（JR貨物）新潟支店に所属する社員及びその関連会社に在職し、上記営業区域内に勤務、または住所を有する社員とその家族が組合員資格を持つ、職域の信用組合である。2022年（令和4年）3月末時点の預金残高で、新潟県内10信組（当時）ではもっとも小さい規模（68億円）であった。

### 営業区域
2022年（令和4年）3月末現在。
- 新潟県
- 山形県
  - 酒田市（但し、旧酒田市に限る）
  - 鶴岡市（但し、旧鶴岡市及び 旧西田川郡温海町に限る）
  - 東田川郡庄内町（但し、旧東田川郡余目町に限る）

## 沿革

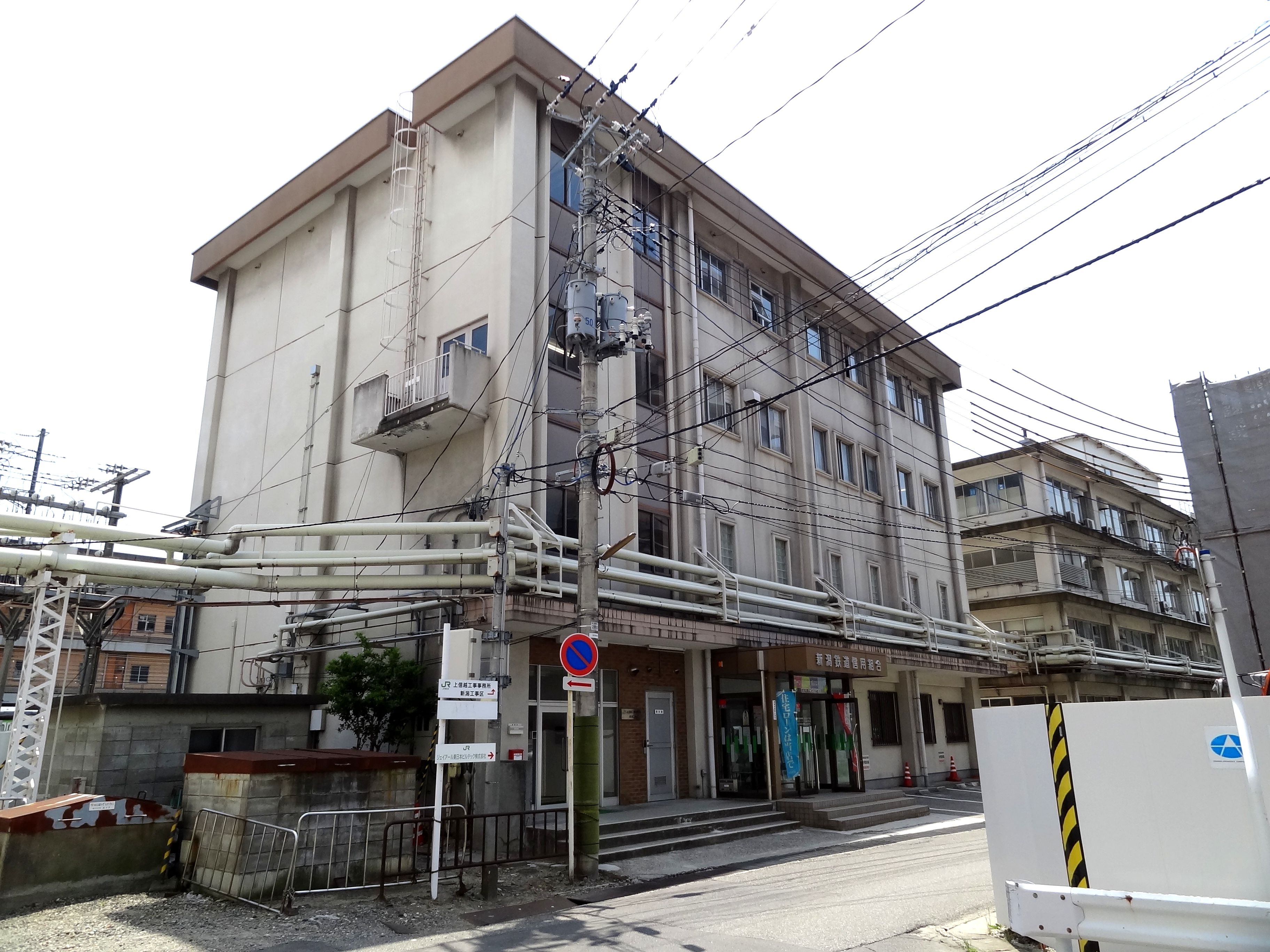
旧本店

- 1965年（昭和40年）12月：新潟地方国鉄信用組合設立総会[4]。
- 1966年（昭和41年）5月：設立認可（本店：新潟市流作場1016番地2）[4]。
- 1971年（昭和46年）9月：本店を新潟市花園2丁目3番26号に移転[4]。
- 1984年（昭和59年）
  - 6月：名称を新潟国鉄信用組合に変更[4]。
  - 8月：全銀為替システムに加入[4]。
- 1987年（昭和62年）10月：同年4月1日の国鉄分割民営化に伴い名称を新潟鉄道信用組合に変更[4]。
- 1988年（昭和63年）8月：全信組共同センター加盟、オンラインシステムの稼動[4]。
- 1991年（平成3年）11月：本店内に現金自動支払機（CD）を導入[4]。
- 1997年（平成9年）6月：OBの組合員化の認可[4]。
- 1999年（平成11年）11月：本店を新潟市花園1丁目1番3号に移転[4]。
- 2002年（平成14年）8月：本店内に現金自動預け払い機を導入[4]。
- 2003年（平成15年）7月：JRグループ会社及び酒田地区の組合員化の認可[4]。
- 2004年（平成16年）4月：本店窓口営業時間を17時30分まで延長[4]。
- 2011年（平成23年）12月：新本店ビル（新潟市中央区弁天3丁目1番3号）に移転[4]。
- 2012年（平成24年）11月：ホームページ公開[4]。
- 2018年（平成30年）
  - 9月：提携信用組合の対応ATMでの通帳記帳に対応[4]。
  - 10月：24時間365日当日振込が可能となる[4]。
- 2019年（令和元年）7月：JR東日本新潟グループ協議会に加盟[4]。
- 2023年（令和5年）
  - 同年初め：地域信組であるはばたき信用組合と三條信用組合（2022年6月7日に2組合で合併契約済）の合併協議に合流の申し出[3]。
    - JRグループ従業員の大量退職から、貸出金残高が低迷し、2022年（令和4年）3月期決算で県内10信組（当時）で唯一、コア業務純益で2900万円の赤字を出すなどと経営環境が厳しくなったことを理由としている[3]。

  - 3月：はばたき信用組合と三條信用組合と業務提携[3]。
  - 4月14日：はばたき信用組合と三條信用組合との対等合併で基本合意[2][3]。
  - 11月20日：はばたき信用組合・三條信用組合と対等合併、手続き上はばたき信用組合を存続組合として新潟鉄道信用組合は解散[2][3]。取引ははばたき信組本店に移行され、本組合の本店は店舗外ATMを置く新潟駅前出張所（令和7年7月31日をもって稼働終了）となった。